# Lag Ba'omer
Lag Ba'omer (in ebraico ל"ג בעומר‎?, anche Lag B'Omer, lett. 33 nell'Omer) è una festività religiosa ebraica situata tra Pesach e Shavuot; più precisamente il 33º giorno dell'Omer, ossia il 34º giorno a partire dalla prima sera di Pesach; quindi nel periodo aprile - maggio del calendario gregoriano.

## Origini
La festa ha origine al tempo di Rabbi Akiva. Il Talmud (Yebamoth 62:2) racconta che 24.000 allievi di Rabbi Akiva morirono per una misteriosa malattia mandata da Dio. Il Talmud in seguito giustifica l'evento perché costoro non "dimostravano rispetto l'uno per l'altro". 
Lag Ba'omer celebra il giorno in cui questa malattia cessò. 
Altri indicano come causa della morte di così tanti studenti la rivolta di Bar Kokhba (nella quale Rabbi Akiva ebbe un ruolo di primo piano). 
Da questo punto di vista, assume un senso la stessa accensione dei falò, tradizionale di questa festa, in quanto i falò erano utilizzati come segnali durante le guerre.
In questo stesso giorno ricorre l'anniversario della morte del famoso Rabbino Shimon bar Yohai, il cabalista, conosciuto quale autore dello Zohar.
Durante il medioevo, divenne anche un momento di festa per gli studenti delle scuole rabbiniche.

### Significato cabalistico
Lag Ba'omer ha importanza anche nella tradizione cabalistica, secondo cui si assegna una Sefirah a ogni giorno e settimana del Conteggio dell'Omer. 
La prima settimana corrisponde a Chessed, la seconda settimana a Ghevurah, ecc., e analogamente il primo giorno di ogni settimana corrisponde a Chessed, il secondo giorno a Ghevurah, e così via. 
Pertanto, il 33º giorno, che è il quinto della quinta settimana, corrisponde a Hod she-be-Hod ("Splendore in [settimana di] Splendore"). 
Come tale, Lag Ba'omer rappresenta il livello di manifestazione spirituale o Hod che precede la manifestazione più fisica del 49º giorno (Malkhut she-be-Malkhut, "Regno in [settimana di] Regno"), che precede subito la festa di Shavuot.

## Il nome
Lag Ba'omer è la forma sintetica per dire Il trentatreesimo giorno dell'Omer. Ricorre, infatti, nel trentatreesimo giorno del conteggio dell'Omer che incomincia il secondo giorno di Pesach e termina con la festa di Shavuot.
La parola Lag non è, in realtà, una vera e propria parola. In ebraico antico (e, limitatamente ad alcuni usi specifici, anche in ebraico moderno) le lettere dell'alfabeto venivano utilizzate anche per scrivere i numeri: il numero 33 veniva scritto con le lettere "lamed", ל, (L, vale 30) e "gimel", ג, (G, vale 3), che sommate fanno 33 לג.

## Usi

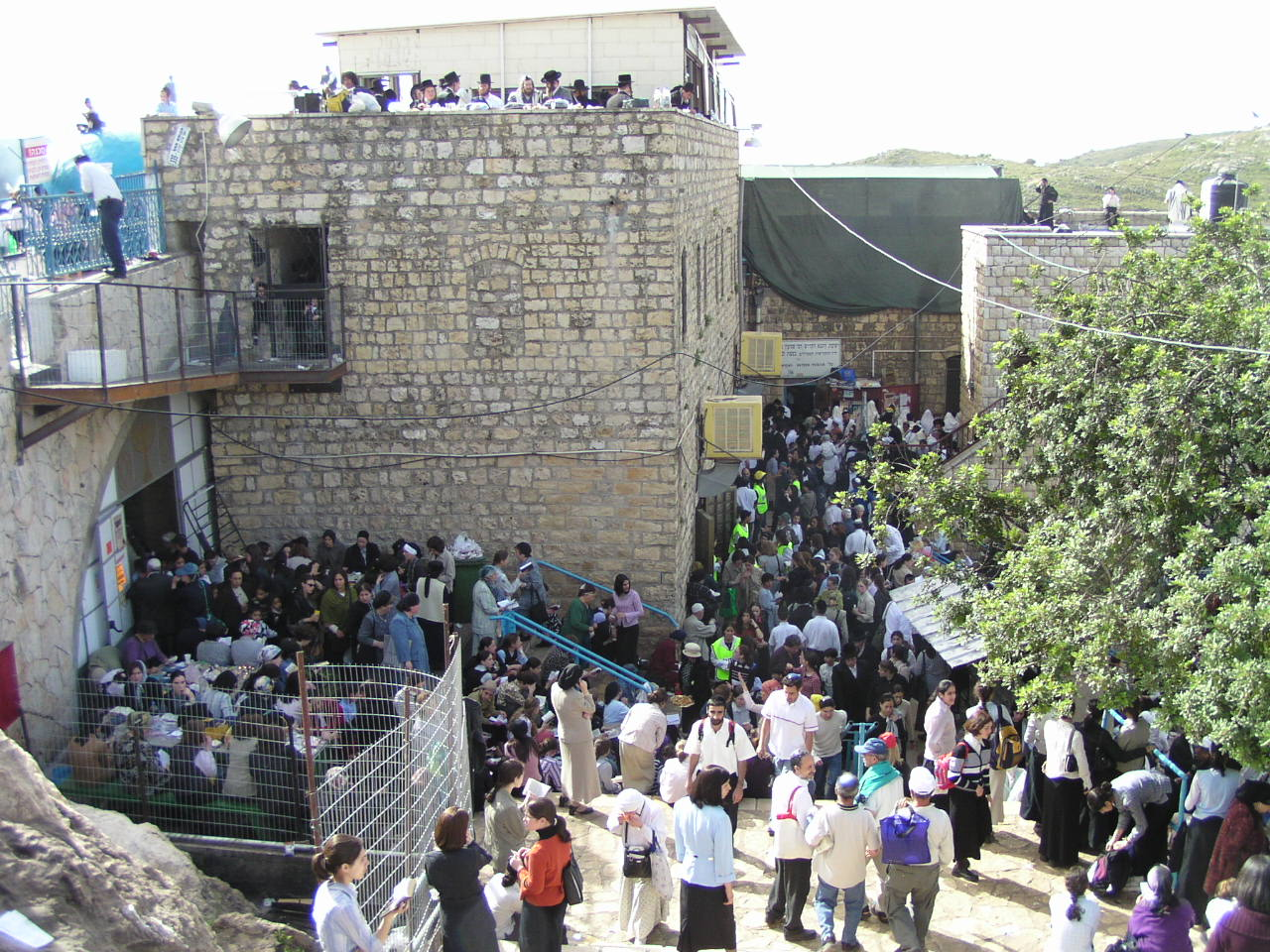
Processioni alla Tomba di Rabbi Shimon bar Yochai a Meron (Galilea) durante Lag Ba'omer.

Lag Ba'omer è un giorno particolare in quanto tutte le proibizioni dell'Omer decadono. Le famiglie colgono l'occasione per picnic e feste. I bambini vanno a giocare nei parchi.
In Israele migliaia di persone si recano sulle tombe di Rabbi Simon bar Yochai e di suo figlio Rabbi Eleazar ben Simeon per celebrarne l'anniversario della morte.  Nella Israele odierna, Lag Ba'Omer è un giorno di chiusura delle scuole. I ragazzi con i genitori accendono falò nelle piazze delle città.
Inoltre, unico giorno dal conteggio della sera, in un mese e mezzo di conta dell'Omer, in cui non ci sono proibizioni, vengono celebrati moltissimi matrimoni, conferendo, quindi, un ulteriore spirito di festa a questa giornata.

## Incidenti
Il consistente afflusso di gente e la relativa calca hanno provocato in due occasioni – nel 1911 e nel 2021 – disastri con numerose vittime e feriti.

## Lag Ba'omer nel calendario gregoriano
Poiché Lag Ba'omer è sempre il diciottesimo giorno del mese lunare di Iyar nel calendario ebraico, la data secondo il calendario gregoriano (solare) varia di anno in anno.
Alcune ricorrenze sono:
- 2005: 27 maggio
- 2006: 16 maggio
- 2007: 6 maggio
- 2008: 23 maggio
- 2009: 12 maggio
- 2010: 2 maggio
- 2011: 22 maggio
- 2012: 10 maggio
- 2013: 28 aprile
- 2014: 18 maggio
- 2015: 7 maggio
- 2016: 26 maggio
- 2017: 14 maggio